# کورتنای بکر دی
کورتنای بکر دی (انگلیسی: Courtenay Becker-Dey؛ زادهٔ april ۲۷, ۱۹۶۵ (۵۹ سال)) ورزشکار اهل ایالات متحده آمریکا است.
وی در مسابقات کشوری و بین‌المللی در مجموع برندهٔ ۱ مدال برنز شده‌است.